# Чужие (вымышленный вид)

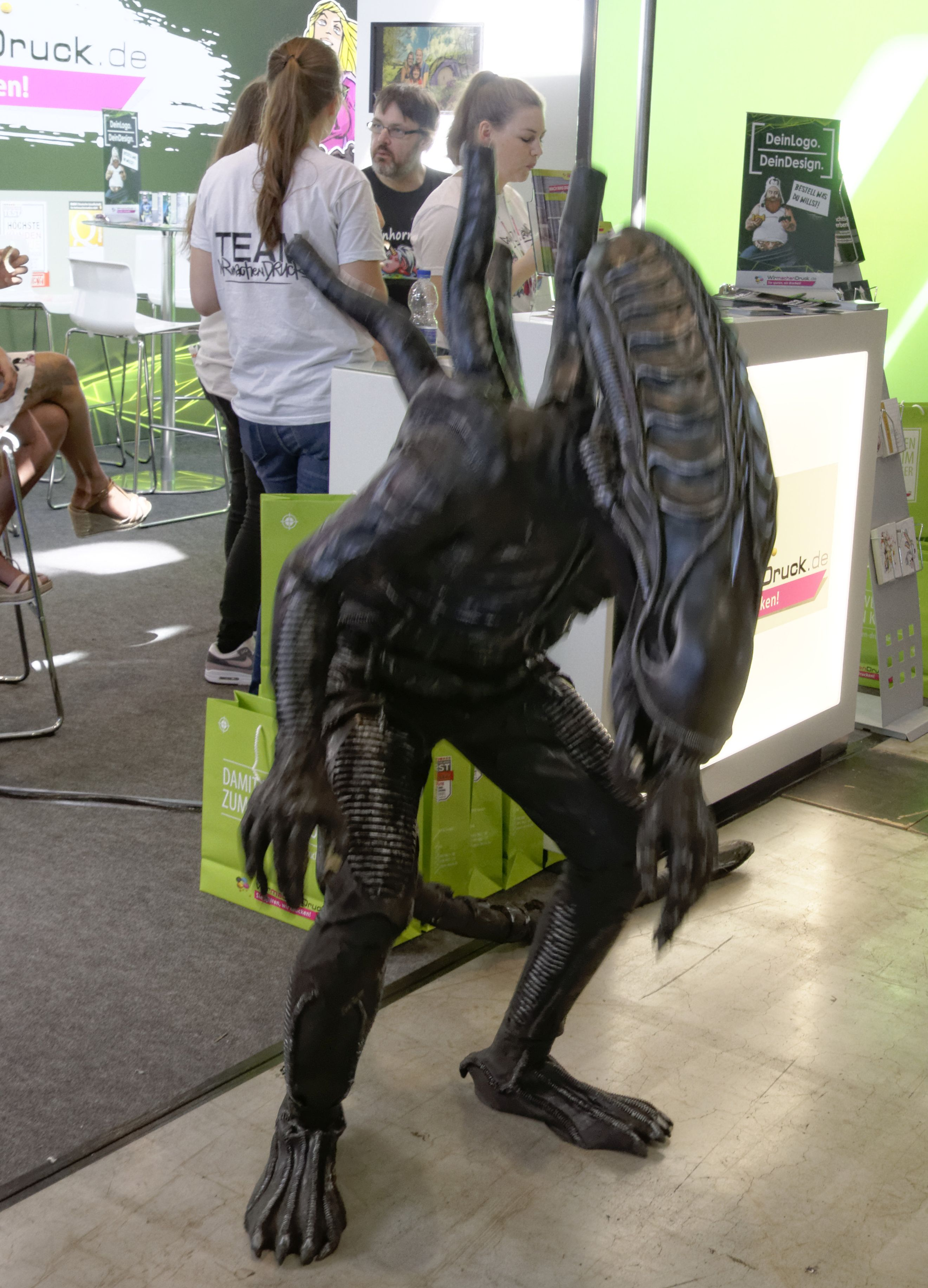
Чужой

Ксеномо́рфы (англ. Alien), (лат. Xenomorph; от греч. ξένος «чужой» + μορφή «форма») , также известные как Ксеномо́рф XX121, Internecivus raptus или просто чужие,— внеземные существа из вселенной фантастических фильмов «Чужой» и «Чужой против Хищника». Кроме того, Ксеноморфы фигурируют в различных литературных произведениях и видеоиграх по мотивам кинопродукции.
В отличие от распространённого в научной фантастике образа инопланетян как представителей высокоразвитых цивилизаций, ксеноморфы неразумны, агрессивны и почти всегда стремятся убить любое живое существо, попавшее в поле зрения. Подобно общественным насекомым, ксеноморфы являются эусоциальным видом с одной производящей потомство самкой. Жизненный цикл включает имплантацию эндопаразитоидных личинок внутрь ещё живых организмов хозяев. Закончив своё развитие, личинки вырываются из тел, служащих инкубаторами, затем быстро, в течение нескольких часов созревают до состояния взрослого организма и начинают поиски новых хозяев для размножения.
Дизайн ксеноморфа принадлежит швейцарскому сюрреалисту и художнику Хансу Руди Гигеру; первый его концепт был представлен ещё в 1976 году в одном из альбомов иллюстраций автора, позже он был доработан для первого фильма серии «Чужой». Особенности строения головы и глоточных челюстей — одной из узнаваемых примет ксеноморфов — были разработаны и созданы итальянским дизайнером спецэффектов Карло Рамбальди.

## Создание образа

### Название

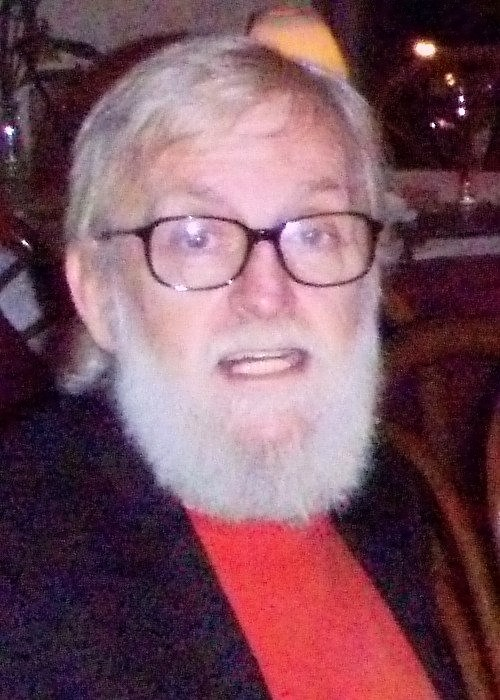
Дэн О’Бэннон в 2008 году

Концепция ксеноморфа была создана Дэном О’Бэнноном для сценария фильма «Чужой» — космический монстр не имел там какого-то определённого названия, хотя Дэн О’Бэннон и придумывал для сценария названия в духе «Звёздный зверь» и «Нечто на нашем звездолете». Монстра сценарист называл просто словом alien — оно может переводиться как «пришелец», «инопланетянин» или «чужой». По воспоминаниям О’Бэннона, он в три часа ночи писал диалог, где было несколько фраз вроде «Чужой (alien) делает то-то», и посчитал, что это идеальное название для сценария, отражающее саму суть фильма. 
В самих фильмах серии «Чужой» существа обычно не носили никакого названия — персонажи чаще всего использовали местоимения «оно» (англ. it) или «они» (англ. they). Режиссёры и сценаристы фильмов по вселенной, говоря о монстрах в интервью, пользовались разными названиями наподобие «тварь», «существо» или «зверь», иногда экзотическими: так, Пол Андерсон в комментариях к фильму «Чужой против Хищника» употреблял слово «змей» (англ. serpent); Дэвид Финчер и Винсент Уорд, рассказывая о монстре из фильма «Чужой 3», называли его «драконом» (англ. dragon). 
Термин «ксеноморф» (англ. xenomorph, от греч. ξενος — «чужой» и μορφη — «форма») со смыслом «внеземная форма жизни» впервые был использован в фильме «Чужие»: его произносит один из персонажей, лейтенант Горман, в речи перед солдатами. В контексте сцены это слово (a xenomorph в единственном числе и с неопределённым артиклем) не является именем собственным или названием Чужих как конкретного вида — персонажи лишь подразумевают, что могут столкнуться с какими-то пока неизвестными инопланетными существами. Тем не менее, это слово укоренилось среди поклонников серии как ещё одно название ксеноморфов. В фильме «Чужие», в комментариях создателей к нему и к фильму «Чужой 3» также фигурирует название Xenomorph XX121
В комментариях к различным изданиям квадралогии фильмов на DVD и Blu-Ray фигурировало латинское название Internecivus raptus («кровожадный насильник»). В комиксах по вселенной «Чужих» было дано другое латинское название — Linguafoeda acheronsis («существо с Ахерона с отвратительным языком»). Хотя эти латинские названия напоминают принятую в биологии биномиальную номенклатуру, они не подразумевают существование соответствующих таксономических родов.

### Предпосылки
Сценарий для фильма «Чужой» первоначально был написан Дэном О’Бэнноном и Рональдом Шусеттом. Принимая участие в съёмках фильма «Тёмная звезда» режиссёра Джона Карпентера, О’Бэннон решил написать похожий по теме, но другой по своей стилистике сюжет. Сценарий фильма, впоследствии получившего название «Чужой», был разработан Дэном О’Бэнноном летом 1972 года. После многократного переписывания он был готов.
Продав его студии 20th Century Fox, О’Бэннон принимал непосредственное участие в создании дизайна будущего фильма. Одной из главных сложностей было создание образа монстра. О’Бэнноном было принято решение разделить полномочия и нанять сразу двух художников, каждый из которых работал бы над своей частью. Рон Кобб, ранее работавший с О’Бэнноном над фильмом «Тёмная звезда», создавал земной корабль «Снарк», где должно было развиваться основное действие (после изменения сценария корабль был заменён на космический грузовик «Ностромо»). 
В «Тёмной звезде» присутствовал инопланетный монстр, но этот образ был скорее комедийным — чудовище выглядело как большой медицинский мяч, стоящий на коротких лапках. Для серьёзного фильма нужно было придумать что-то другое. От идеи соорудить аниматронный механизм съёмочная группа отказалась как от слишком опасной — сценарий предусматривал сражения, в которых аниматронный механизм мог бы поранить или убить актёра. Ридли Скотт экспериментировал с идеей группы каскадеров — одного взрослого и нескольких детей — в общем резиновом костюме, что позволило бы сделать монстра многоруким; от этой идеи также отказались как от слишком проблемной.
Создаваемые художниками эскизы существа не подходили для планов Ридли Скотта. Тогда О’Бэннон вспомнил о Гансе Рудольфе Гигере, швейцарском художнике, представителе фантастического реализма, с которым он познакомился во время съёмок фильма «Дюна». Обсудив его работы, О’Бэннон с Шусеттом пришли к консенсусу, как будет себя вести существо: по их задумке монстр должен будет использовать тела людей в качестве «живых инкубаторов».

### Участие Гигера

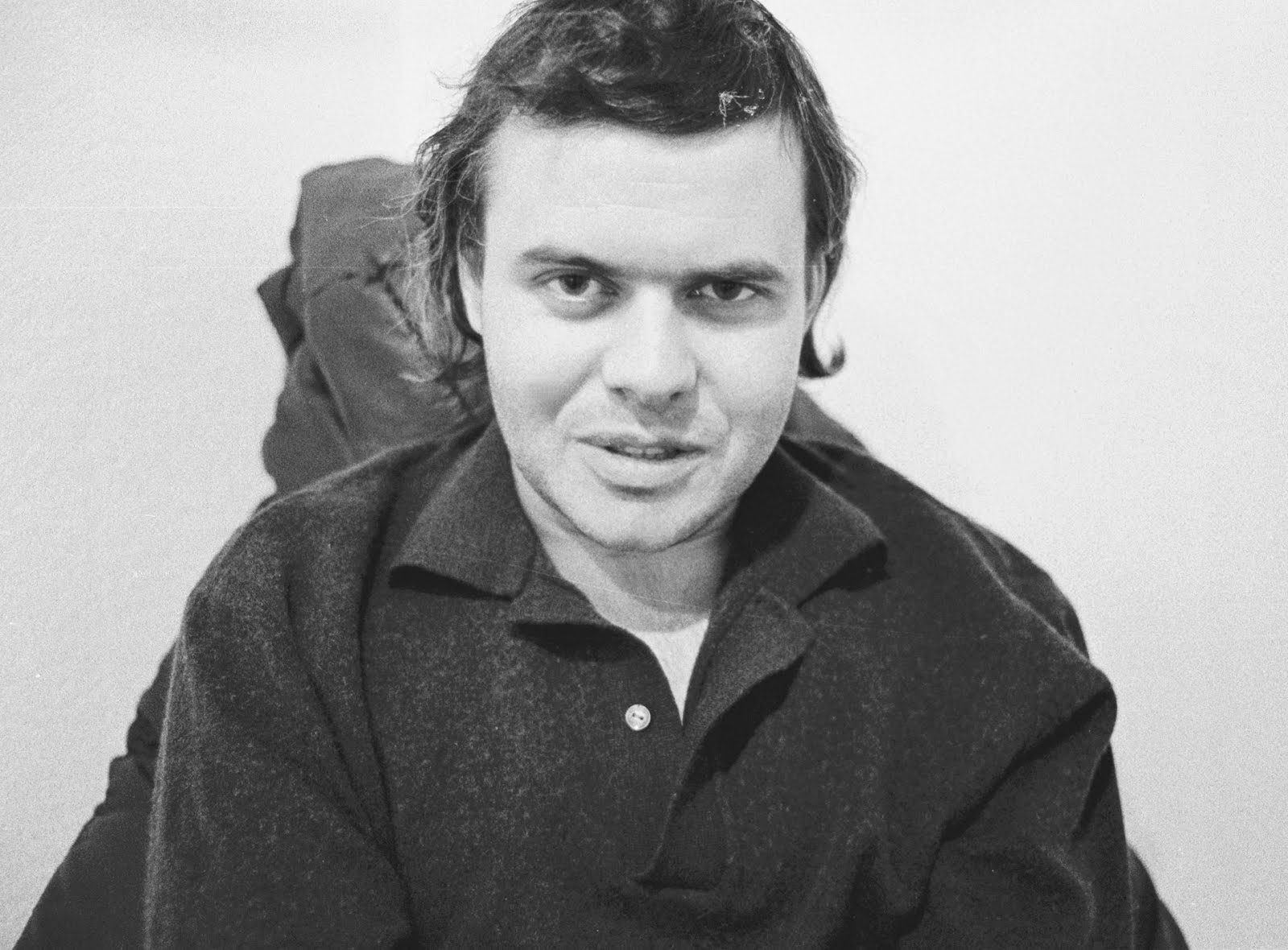
Ханс Руди Гигер в 1985 году.

Летом 1977 года О’Бэннон связался с Гигером и сообщил ему о съёмках нового научно-фантастического фильма. Как раз в это время увидела свет третья книга художника под названием «Некрономикон (англ. Necronomicon (H. R. Giger))». Этот сборник постеров, показанный О’Бэнноном Ридли Скотту, привлёк внимание режиссёра. Скотт пригласил Гигера для работы над концептом существ, художественным дизайном своего фильма и образом ксеноморфов, хотя кандидатура Гигера не вызвала особого одобрения у продюсеров фильма. Тем не менее, Скотт настоял на привлечении к съёмкам именно этого художника, и в 1978 году с Гигером был заключён контракт. На протяжении трёх месяцев он сделал более двух десятков рисунков ксеноморфов и отправил в Великобританию, где на их основе предстояло создать ксеноморфа в полный рост. Но скульпторам не удавалось воплотить задумку в жизнь, из-за чего Гигера лично пригласили в Великобританию для непосредственного участия в подготовке к съёмкам. Художник на протяжении пяти месяцев работал в Шеппертонской студии над дизайном интерьера космического корабля, внутри которого по сценарной задумке герои фильма находили яйца ксеноморфов. Там же Гигер создал концепт-арты для мёртвого пилота и декораций пустынной планеты LV-426, где был найден корабль. Также Гигер на протяжении четырёх месяцев работал над созданием костюма ксеноморфа, каждый элемент которого создавался индивидуально под фигуру непрофессионального, но подходившего по росту актёра Боладжи Бадеджо, впоследствии исполнившего  роль ксеноморфа. Гигер несколько раз изменял некоторые детали в анатомии ксеноморфа из-за их явного сексуального характера, например, форму головы.
Дизайн грудолома, предложенный Гигером, в этом случае был признан неудачным, и окончательный образ грудолома создан Ридли Скоттом и Роджером Дикеном.
Концепт Королевы ксеноморфов был разработан режиссёром второго фильма — Джеймсом Кэмероном — совместно с художником Стэном Уинстоном. Студия Уинстона специально для фильма создала пенопластовую модель с полным гидравлическим управлением. Именно эта модель и снималась почти во всех сценах фильма, требовавших присутствия королевы в кадре. За эту работу фильм получил премию «Оскар» за лучшие визуальные эффекты. Только в фильме 2004 года «Чужой против Хищника» было применено компьютерное моделирование действий королевы.

## Жизненный цикл
Ксеноморфы являются паразитоидами и их жизненный цикл включает в себя несколько этапов, а по прошествии нескольких часов с момента внедрения, повзрослевший грудолом убивает своего носителя, проламывая грудь и выбираясь наружу.

### Яйцо (Овоморф)
Королева откладывает мягкие кожистые яйца, внутри которых развивается паразитоидная личиночная форма, называемая «лицехват» (англ. facehugger). Отложенное яйцо может длительное время пребывать в состоянии диапаузы при неблагоприятных условиях. Яйцо раскрывается, выпуская лицехвата, когда «улавливает» наличие поблизости жизнеспособного потенциального носителя.

### Лицехват

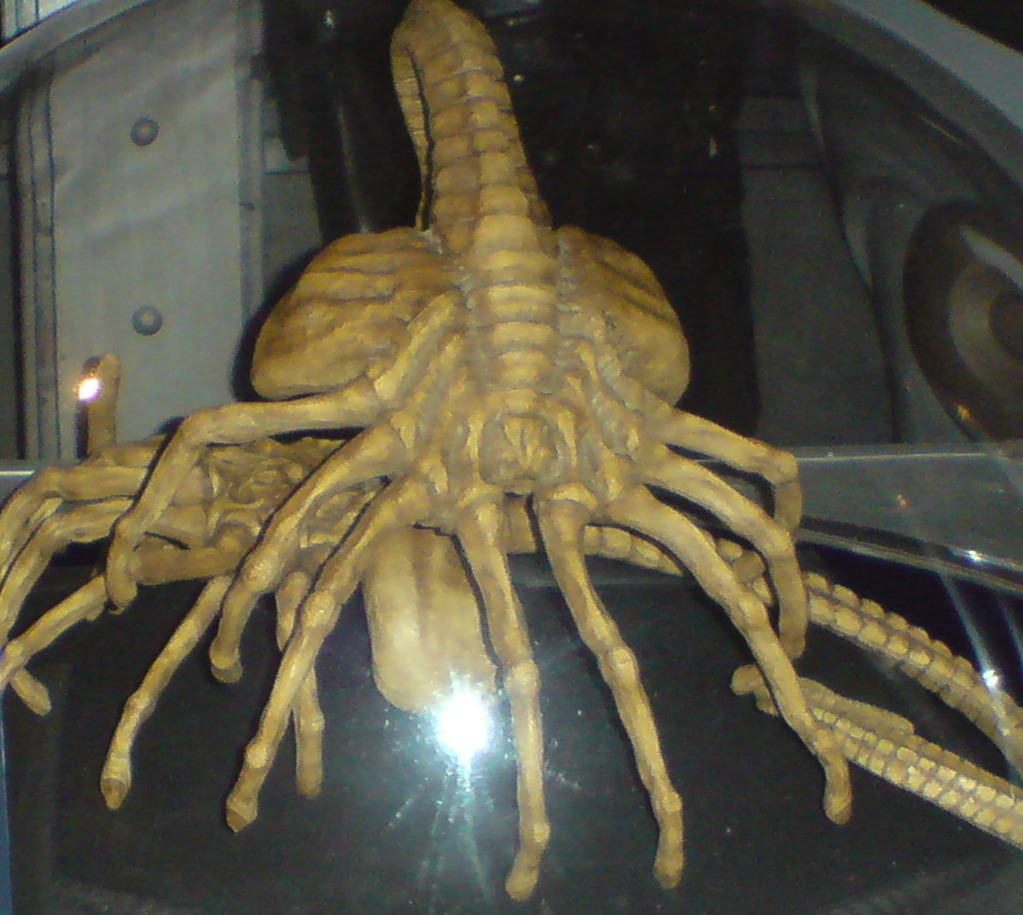
Лицехват

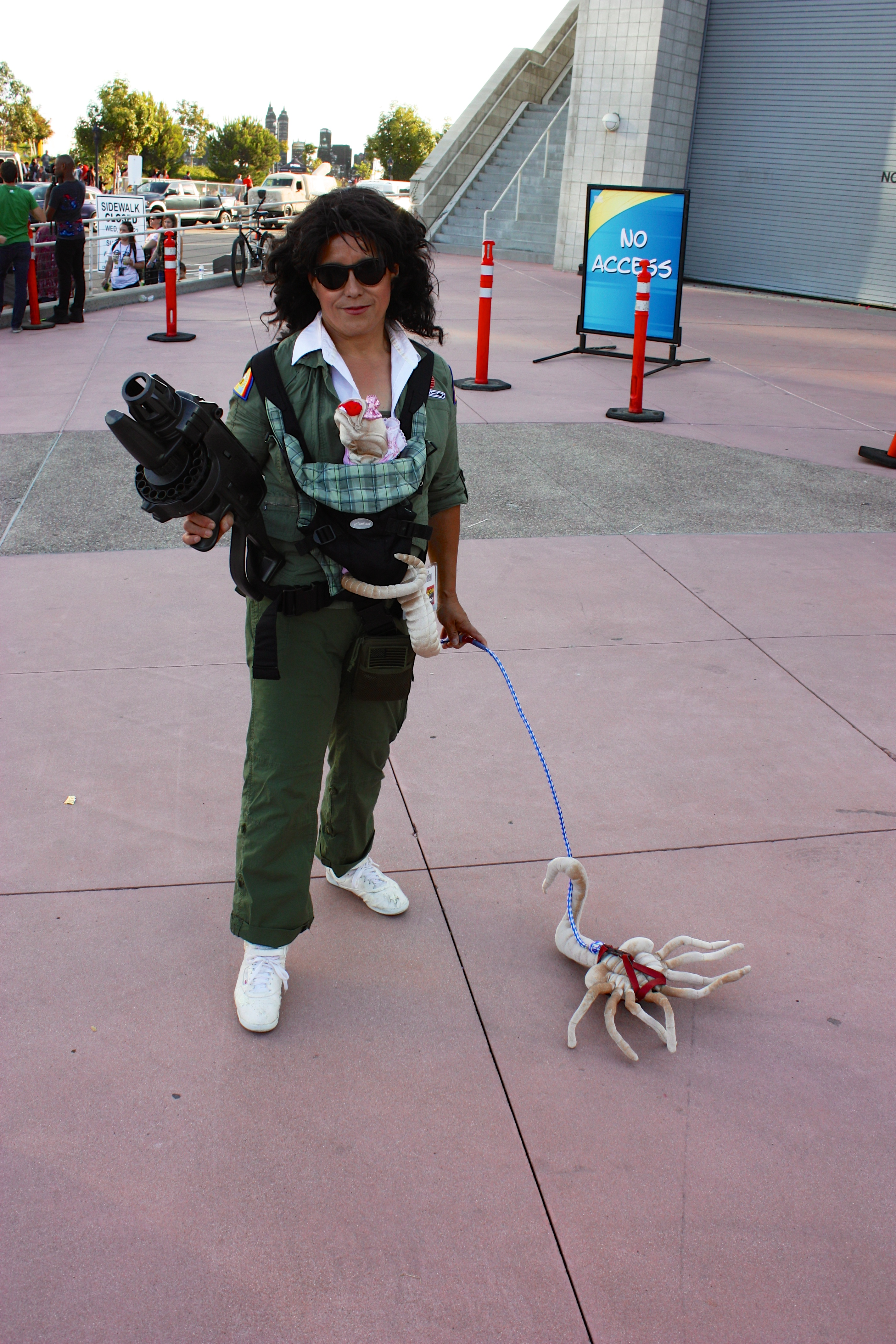
Косплей. Эллен Рипли выгуливает лицехвата

Лицехват (англ. facehugger) — подвижное паукообразное существо с восемью длинными многосуставчатыми конечностями и длинным мускулистым хвостом, который предназначен для перемещения, захвата будущего носителя и удержания тела паразитоида на нём. Единственной целью лицехвата является поиск потенциального хозяина, захват и внедрение в него «чёрной жижи» (что подтверждается в официальной книге «Чужой: холодная кузница»), из которой вырастает следующее существо. Когда лицехват обнаруживает будущего носителя, он прыжком набрасывается на лицо жертвы и фиксирует своё положение с помощью конечностей, также обвившись хвостом вокруг шеи жертвы. После этого он вводит носителя в состояние комы и внедряет в него «чёрную жижу». Через некоторое время после внедрения вещества лицехват оставляет «хозяина» и вскоре умирает, а жизненные процессы носителя возвращаются в норму — он приходит в сознание и начинает испытывать чувство сильного голода, так как развивающийся организм требует большого количества питательных веществ.
Из-за горизонтальной передачи генов в период созревания ксеноморф наследует от носителя ряд основных физиологических особенностей, которые помогают адаптироваться к условиям привычной для хозяина окружающей среды (например, в четвероногих носителях развивается особая форма — бегун). Показаны случаи заражения ксеноморфами людей, земных животных, Хищников и Космических жокеев. Развитие обычного эмбриона продолжается от нескольких часов до полутора суток.

### Грудолом
Созревшего эмбриона называют «грудолом» (англ. chestburster), так как из организма носителя (у человека и прочих позвоночных) он выбирается, пробивая ему грудную клетку, в результате чего носитель погибает. Данная стадия выглядит как крупное червеобразное существо, не имеющее конечностей, однако в фильме «Чужой 3» грудолом отличался от взрослой стадии лишь размером.

### Взрослая особь

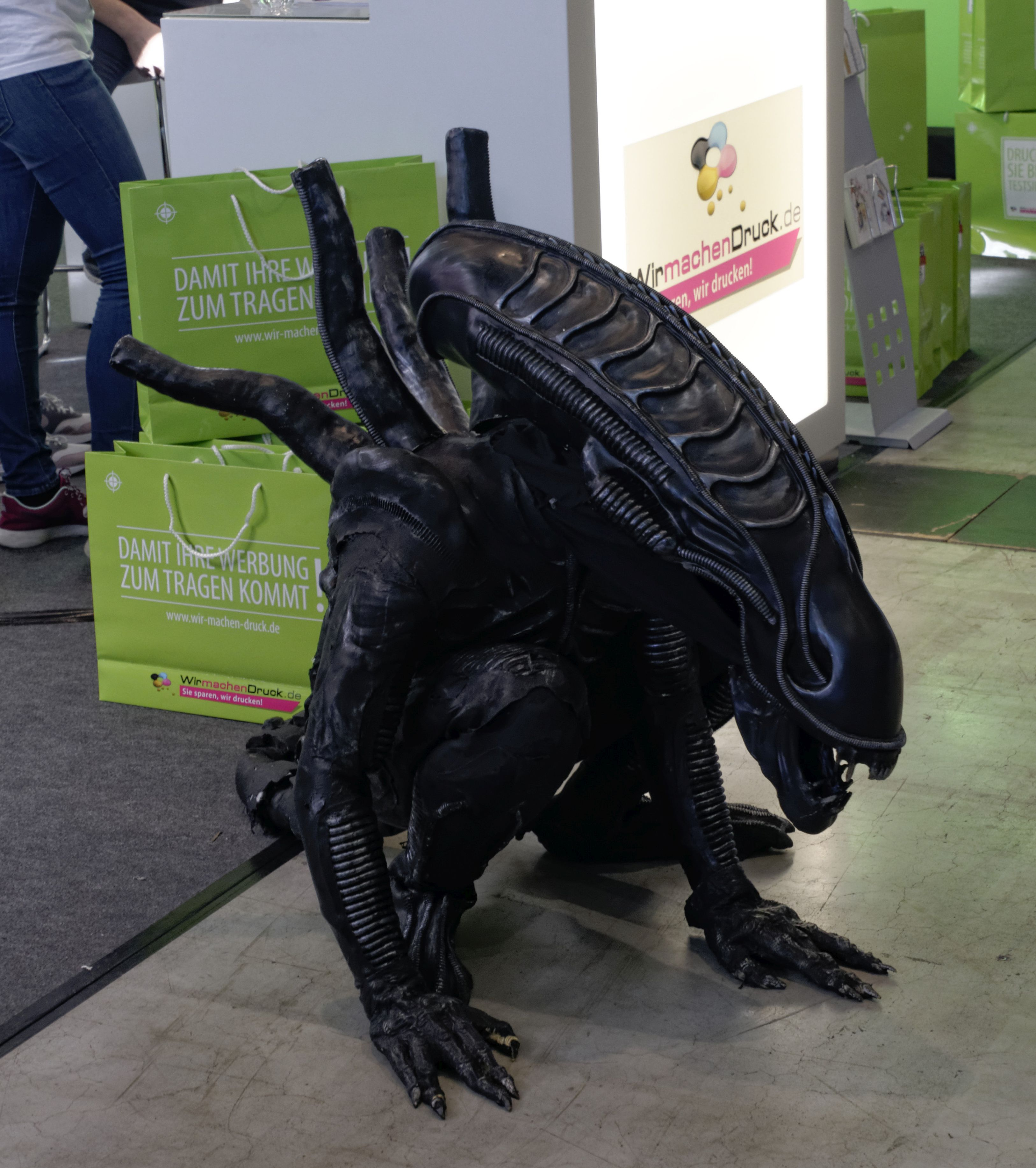
Чужой

Четвероногая форма Чужого, результат развития эмбриона в организме животного

Грудолом, потребивший достаточное количество пищи, начинает стремительно развиваться, по мере роста несколько раз линяет и достигает длины в 2—3 метров. По окончании роста взрослую особь можно отнести к одной из форм чужого. В дальнейшем рост существа и формирование его облика продолжается, но значительно медленнее (например, изначально гладкая голова молодых особей со временем становится более рельефной).

## Строение ксеноморфа

### Анатомия
Ксеноморф — двуногая прямоходящая особь, способная быстро перемещаться на четырёх конечностях, а также прыгать и плавать, его организм состоит как из органических, так и неорганических соединений и представляет собой синтез кремниево-металлической и углеродной структуры. Экзоскелет состоит из поляризованных органических силикатов, силикатные клетки имеют металл в связанном состоянии. Кроме внешнего экзоскелета, присутствует внутренняя костная структура.

### Физиология
Кровь ксеноморфов отличается сильными кислотными свойствами и при контакте способна разъедать почти любое вещество. Цвет тусклый желтовато-зелёный. Художник Рон Кобб, занимающийся концептами, при создании образа ксеноморфа для первого фильма франшизы предложил идею пришельца с кислотной кровью с целью создания правдоподобного средства сделать существо «неуязвимым». Если бы кто-то использовал традиционное огнестрельное оружие или взрывчатые вещества, чтобы убить, его кровь разъела бы корпус космического корабля.
В одноимённой новеллизации фильма «Чужой» говорится, что по крайней мере на стадии «лицехвата» кислотой является не кровь, а полостная жидкость, находящаяся под давлением между двойным слоем кожных покровов.

## Влияние на другие произведения

### Мультсериалы
- «Американский папаша!». Робот в серии «Сделка по-взрослому» (1.17) — копия робота из фильма «Чужие». Серия «Большая космическая жаровня» (5.18) — пародия на фильм «Чужой» с Роджером в роли ксеноморфа и Стэном Смитом в роли Рипли.
- «Гриффины». В серии «Дочь Питера» (6.07) Питер Гриффин признаёт, что относился к Мег Гриффин как к ксеноморфу; показана пародийная сцена с королевой, Рипли и Ньют. В фильме в серии «You May Now Kiss the… Uh… Guy Who Receives» (4.25) показано, что у гея вместо крови — кислота, а затем из него вылез монстр, похожий на ксеноморфа. В баре в серии «Blue Harvest» (6.01) один из посетителей — ксеноморф.
- «Дакмен». В серии «Где не ступала нога Дакмена» (4.27) Ксеноморф — один из членов команды космического корабля.
- «Лило и Стич». Эксперимент 627 в одноимённой серии (1.19) высовывает язык подобно ксеноморфу.
- «Маски». В серии «Новый год на хуторе близ Диканьки. От заката до рассвета» (7 серия) на телеэкране появляется ксеноморф.
- «Монстры против пришельцев». Серия «Ворникарн» — пародия на фильм «Чужой».
- «Пингвины из Мадагаскара». В серии «Alienated» (2.51) из груди робота Леми вырывается пришелец подобно ксеноморфу (инопланетный осьминог), быстро вырастает и плюётся паралитической жидкостью. В отличие от оригинального ксеноморфа, никто не опередит этого инопланетянина.
- «Приключения Джимми Нейтрона, мальчика-гения». В пещере на безжизненной планете в эпизоде «Кто твоя мама» (3.05b) Карл потревожил необычное яйцо; из яйца выскочило паукообразное существо и присосалось к лицу Карла; когда от существа избавились, оказалось, что внутри Карла начал расти новый организм, вызывая у Карла чувство голода.
- «Приключения мультяшек». В серии «Кряканье во вселенной» (1.02) Бастер Банни произнёс: «В космосе никто не услышит вашего кряканья» (отсылка к слогану фильма «Чужой»).
- «Расплющенный космос». В пилотной серии «Love and Darph» (Любовь и дар) пародируется схватка с королевой на борту корабля в фильме «Чужие». Два второстепенных персонажа в серии «Парк Шокского Периода» (2.11) — пародии на ксеноморфов.
- «Робоцып». В серии «A Piece of the Action» (1.07) ксеноморф и Хищник играют в шахматы.
- «Симпсоны». В серии «Укравший первый поцелуй» (21.15) в одной из сцен ксеноморф целует Рипли.
- Футурама. В серии «The Prisoner of Benda» (6.10) было показано, что у доктора Зойдберга имеется вторая челюсть на языке. Костяной вампир в серии «Фрай, хранитель яйца» (6.22) обладает внешностью, похожей на внешность ксеноморфа, и кислотной слюной. В начале серии «Naturama» (7.13) лицехват выпрыгивает из яйца и прицепляется к лицу человека.
- «Черепашки-ниндзя» (1987 год). Серия «Дело о пиццах-убийцах» (2.11) является пародией на фильмы о ксеноморфах. Шреддер узнал, что черепашки страстно любят пиццу. Он положил в пиццу яйца жутких тварей из Измерения-икс. Вот только пиццы попадали не к черепашкам, а к обычным людям.
- «Чип и Дейл спешат на помощь». В серии «Дейл-Инопланетянин» (1.03) по телевизору показывают сцену ужастика, которая пародирует бой ксеноморфа с Рипли.
- «Южный парк». Пришелец в начале серии «Страшная рыбка» (2.15) — пародия на королеву (эпизодический персонаж). В серии «Кошачья оргия» (3.07) Эрик Картман смотрит фильм «Чужие» и несколько раз повторяет фразу Ньют: «Они обычно приходят ночью. Обычно», каждый раз её переиначивая. Ксеноморф — один из злых персонажей Воображляндии в сериях «Воображляндия, эпизод II» (11.11) и «Воображляндия, эпизод III» (11.12).
- «Hunter × Hunter». В перезапуске главными антагонистами являются муравьи-химеры — плотоядные насекомые, перенимающие черты поглощаемых ими жертв.
- «Трансформеры: Прайм». В восьмой серии третьего сезона «Жажда» («Thirst») в процессе научных опытов Старскрима и Нокаута с тёмным и синтетическим энергоном появляются террорконы-вампиры, по своему поведению напоминающие зомби — заражённые испытывают огромную жажду убить и выпить чужой энергон, лишаются интеллекта (хотя Эйрахнида — исключение), могут заразить укусом, также их можно убить выстрелом, но не в голову, а в Искру. Террорконы имеют внутреннюю челюсть, как у ксеноморфов, но морда больше похожа на пасть Чужехищника.
- В мультсериале «Люди в чёрном» в одной из серий появляется ксеноморф, который снимался в фильме в роли ксеноморфа.
- В мультсериале «Кид vs. Кэт» в серии «Кино без границ» в моменте, когда Лорн и Харли смеются над Купом, у того через рубашку в районе груди вылезает Мистер Кэт, что пародирует появление грудоломов.
- Чейнджлинги из «Дружба — это чудо» имеют много общего с ксеноморфами: тёмный окрас, живут в улье, плюются вязкой жидкостью и тоже имеют королеву.
- «Черепашки-ниндзя» (2012). В серии «Нашествие белконоидов» во время поиска канистр с мутагеном черепашки обнаруживают белку-мутанта, которая размножается в человеке, после того так она попадёт в желудок через рот, что является прямой отсылкой на развитие ксеноморфа. Впоследствии они обнаруживают, что сами белки вырастают до громадных размеров и внешне очень похожи на взрослых ксеноморфов.
- «Смешарики. Пин код». В серии «Нечто» Копатыч произносит фразу «Ну вы даёте, укуси меня, Чужой».
- «Удивительный мир Гамбола». В серии «The Countdown» в одном из альтернативных таймлайнов, все люди стали ксеноморфами

### Полнометражные фильмы
- Одна из сцен в фильме «Космические яйца» пародирует сцену с участием грудолома в фильме «Чужой»: монстр выскакивает из живота Кейна, которого играет тот же актёр, что и в «Чужом». Сразу после этого Кейн говорит: «Нет, опять!»
- В фантастической кинокомедии «Галаксина» так же присутствует сцена, пародирующая появление грудолома в «Чужом», с той разницей, что монстр появляется не из живота героя фильма, а изо рта.
- Ксеноморф — паж на космическом корабле в мультфильме «Властелин бобов: Великий поход Аттилы» (эпизодический персонаж).
- В фильме «Годзилла: Финальные войны» начальная стадия Кайзера-Гидоры (Монстр X) очень похожа на ксеноморфа, только этот пришелец ростом с небоскрёб, с тремя головами и двумя хвостами. В Годзиллу извергал молнии под сильным напряжением. Когда монстр был близок к смерти, он превратился в Кайзера-Гидору.
- Домашнее животное в мультфильме «Планета 51» ведёт себя как домашняя собака, а выглядит как ксеноморф-бегун и мочится кислотой.
- Сходство с ксеноморфами есть у пришельцев из фильма «Чужие против ниндзя».
- Фильм «AVH: Чужой против Охотника» — мокбастер фильма «Чужие против Хищника: Реквием».
- Монстр в фильме ужасов «Чужой 2: На Земле» частично скопирован с ксеноморфа.
- Индюк Тедди в фильме «Билет в космос» — пародия на ксеноморфа.
- Нападение Кота в сапогах на Шрека в мультфильме «Шрек 2», когда Кот забирается под рубашку и затем с треском вылезает через разорванную на груди ткань — пародия на момент «выхода на свет» грудолома.
- Двое ксеноморфов (королева и грудолом) появляются в мультфильме «The Haunted World of El Superbeasto» (Призрачный мир Эль Супербисто).
- В мультфильме «Всем хана!» на космической станции во время обеда у француза стало пучить живот, создавая ощущение, что вот-вот появится грудолом.
- Один из монстров в мультфильме «Кто боится монстров?» — пародия на ксеноморфа.
- В мультфильме Ачи и Сипак: Убойный дуэт появляются на плакате порнофильма в доме Джимми, позднее сам Джимми в бреду принимает банду в памперсах за ксеноморфов, а их крупное скопление за королеву.

### Игры с отсылками на чужого
- В игре «Fallout 2» встречаются очень странные[источник не указан 167 дней] и очень сильные создания — Ванаминго (название позаимствовано у шахты «Ванаминго» в Реддинге, где находится их улей), они размножаются яйцами, которые откладывает «королева». Внешне напоминают «ксеноморфов». При уничтожении в Pip-Boy определяются как «чужие» (aliens). Также эти монстры появляются в трюме корабля «Эксон Валдез», где уже прямо называются «Чужими».
- В игре Space Station 13 присутствует режим «Чужой», основанный на фильме, также там можно выиграть костюм ксеноморфа в игровом автомате.
- Раса зергов из игры StarCraft частично основана на образе ксеноморфов.
- Образ ксеноморфов также встречается в играх серии «Contra». В первых двух частях присутствуют лицехваты, трутни с одним красным глазом (отсылка к изображениям Гигера) и летающий трутень с глазом и выдвигающейся челюстью. В первой части последняя, восьмая, стадия имеет название «Логово Чужого» (англ. Alien‘s lair). В последующих частях образ стал меняться, но незначительно, оставляя узнаваемым образ ксеноморфов из фильмов.
- В игре «Space Quest 5» присутствует лицехват в качестве любимца главного героя.
- Возможно влияние лицехватов на концепцию хедкрабов из игр серии «Half-Life».
- В игре «Gradius 2» (версия для приставки NES) на корабле с названием «Prometeus» (который изнутри похож на корабль Жокеев) попадаются яйца, порождающие лицехватов.
- Генокрады из вселенной Warhammer 40,000 были скопированы с ксеноморфов и похожи как видом, так и образом своей жизни. Также в образах многих моделей Тиранид начиная с третьей редакции присутствуют черты ксеноморфов, как трутней так и Королевы.
- В игре «Grand Theft Auto V» в начале игры есть замёрзший инопланетянин, который очень напоминает ксеноморфа из одноимённого фильма. Во время второй миссии Франклин проезжает мимо площадки, где, видимо, снимают фильм про ксеноморфа.
- В фантастичном режиме игры «Агония Власти 2» на определённом этапе антагонист Дейдрана приказывает выпустить «зверей», которые, вырываясь из недр шахт, являющихся основным источником дохода игрока, грозят преждевременным «гейм овером». Эти самые звери очень схожи с ксеноморфами, а их матка, сидящая на яйцах, — точная копия матки из фильма «Чужой 3».
- В Sacred Underworld на внешности ксеноморфов основан образ Адских Гвардейцев — типовых монстров пятого акта.
- Демоны Вульгары из дополнения Resurrection of Evil к игре Doom 3 имеют определённое сходство с ксеноморфами.
- В игре Mortal Kombat XLксеноморф присутствует как играбельный персонаж.
- В игре Dead by Daylight ксеноморф присутствует как играбельный персонаж.

### Игры про чужих
- Игра «Alien: Isolation»
- Игра «Alien: Isolation 2»
- Игра «Aliens: Colonial Marines»
- Игра «Aliens vs. Predator» (2010)
- Игра «Aliens vs. Predator»
- Игра «Aliens vs. Predator 2»
- Игра «Aliens vs. Predator Evolution»
- Игра «Alien Trilogy»
- Игра «Alien Blackout»
- Игра «Aliens: Fireteam Elite[англ.]»

### Скульптуры

Металлическая скульптура «Чужого» во Владивостоке

- В городе Владивостоке (ул. Фонтанная, 42а, во дворе ресторана La Strada Place) — 43°07′07″ с. ш. 131°53′24″ в. д.HGЯO, установлена 8 февраля 2012 года[19].
- В городе Краснодаре — 45°07′29″ с. ш. 39°00′24″ в. д.HGЯO.
- В городе Кургане (около входа в Центральный парк культуры и отдыха имени 50-летия Великого Октября со стороны пляжа «Бабьи пески») — 55°25′44″ с. ш. 65°19′41″ в. д.HGЯO, установлена в апреле 2021 года[20][21]. Изготовлена курганской компанией ООО «Ковка — Дизайн» по муниципальному контракту[22].
- В городе Омске (ул. Тюкалинская, 5, у гостиницы «Адмирал») — 55°01′06″ с. ш. 73°07′14″ в. д.HGЯO.
- В городе Рязани.
- В городе Санкт-Петербурге[23].

### Прочее
- В Швейцарии есть два «Гигер-бара», помещения которых сделаны в духе космического корабля Чужого. В их меню входит коктейль Alien — гремучая смесь различных сортов водки, ликёра и эля[9].
- Космические паразитоиды бруды, появившиеся в комиксах о Людях Икс в 1982 году, очень похожи на ксеноморфов как внешне, так и поведением — их личинки также развиваются в людях, а во главе стоит самка-королева.
- В мультфильме «Десантник Стёпочкин и лунный десант», продолжении мультфильма «Десантник Стёпочкин», главному герою в кошмаре является ксеноморф. Главными антагонистами фильма выступают трое межгалактических угонщиков с явной аллюзией на ксеноморфа; одного из них зовут Гигер (художник Ганс Гигер был одним из создателей образа оригинального монстра).
- В сериале «Зов крови», в 10 серии 4-го сезона, Кензи, собираясь залезть в вентиляцию, говорит: «Полезу наверх. Если навстречу вылезет ксеноморф, буду Сигурни Уивер».
- В сериале «Доктор Кто», в рождественском эпизоде 8 (34) сезона появляются так называемые сонные крабы, которых один из персонажей уподобляет лицехватам (однако поведением эти существа копируют хедкрабов из серии игр Half-Life).
- Чужие — разговорное название всех неземлян в книге Сергея Лукьяненко «Звёзды — холодные игрушки». Также в книге упоминается фильм «Чужой».
- Ксеноморф — один из посетителей бара в короткометражном мультфильме «Чаббчаббы!»
- Кофейный аппарат на космическом корабле в короткометражном мультфильме «E.T.A.» сделан в виде ксеноморфа.
- В романе Стивена Кинга «Ловец снов» на Землю нападают макровирусы (вернее, «бирусы»), которых писатель окрестил «рипли», развивающиеся в телах хозяев в зубастых червяков[24].
- В комиксе «Simpsons» (Симпсоны) #35 «Специальный хакерский выпуск» упоминаются Чужие, четвёртый фильм серии и LV-426. В комиксе «Simpsons» #40 «Барт Симпсон и фабрика веселья клоуна Красти» в «Шоу Щекотки и Царапки» раздаётся фраза: «В космосе никто не услышит твоих криков».
- Ксеноморф иногда пародируется в скетчах, но без использования сложных технологий[25].
- Образ ксеноморфа, будучи хорошо узнаваемым, может использоваться в статьях, тематически не связанных с ксеноморфом[26].
- Во время своего мирового турне The Born This Way Ball певица Lady Gaga выходила на сцену в костюме ксеноморфа.
- Образ ксеноморфа присутствует в видеоклипе группы «Ногу свело!» и мультипликатора Олега Куваева «Гойда, орки!».

## Критика и отзывы
- Ксеноморф из фильма «Чужой» получил 14 место в качестве злодея в списке 100 величайших героев и злодеев по версии 2003 года Американского института киноискусства[27].
- В 1980 году Гигер получил «Оскар» в номинации «За лучшие визуальные эффекты» в «Чужом»[9].

## Внешние ссылки
- Космическая ксенобиология. Чужие и Хищники: прирождённые убийцы — Мир фантастики
- Гигер и сотворение «Чужого» — Мир фантастики
- Как был создан «Чужой» — Мир фантастики